# Echternach (kommun)
Kommunen Echternach (franska: Commune d'Echternach, luxemburgiska: Gemeng Iechternach, tyska: Gemeinde Echternach) är en kommun med stadsstatus i kantonen Echternach i östra Luxemburg. Kommunen har 5 705 invånare (2022), på en yta av 20,49 km². Den utgörs av huvudorten Echternach med omgivande landsbygd.